# Anthomyia perlucida
Anthomyia perlucida är en tvåvingeart som beskrevs av Ackland 1987. Anthomyia perlucida ingår i släktet Anthomyia och familjen blomsterflugor. Inga underarter finns listade i Catalogue of Life.